# عايدة مطرجي
عايدة مطرجي إدريس (1934- 2023 م) هي أديبة لبنانية ومترجمة وكاتبة قصص قصيرة، ومديرة مجلة دار الآداب. زوجها الأديب سهيل إدريس، وابنها الكاتب سماح إدريس. 

## سيرتها
تزوجت عايدة بالكاتب اللبناني سهيل إدريس مؤسس دار الآداب بالشراكة، في العام 1956، وأنجبت منه ابنٌ وابنتين: رائدة ورنا وسماح.

## أعمالها
اشتهرت في مجال الترجمة، حيث نقلت إلى العربية عددا من أعمال الفيلسوف الفرنسي جان بول سارتر والكاتبة النسوية سيمون دي بوفوار والكاتب والصحافي الفرنسي ألبير كامو. كذلك كتبت عددا من القصص القصيرة التي نُشرت في مجلة الآداب، وبعدها أصدرت مجموعتها القصصية «الذين لا يبكون» في عام 1966.

### ترجمة
أصدرت في العام 1964 رواية قوة الأشياء لسيمون دي بوفوار، وهي أولى ترجمات عايدة، وبعد عامين ترجمت عمل جان بول سارتر «عاصفة على السكر»، ومن ثم رواية «الصور الجميلة» لسيمون دي بوفوار العام 1966، و"الغريب وقصص أخرى" لألبير كامو العام 2008، و«البحار الذي لفظه البحر» للروائي الياباني يوكو ميشيما العام 2010، و"الموت السعيد" لكامو في العام 2014.

### تأليف
أصدرت في العام 1966 مجموعتها القصصية: «الذين لا يبكون» لدى دار الآداب، بيروت

### دار الآداب
شاركت عايدة زوجها في أعمال دار الآداب ومجلتها، ونشرت فيها مجموعة من القصص والترجمات والمقالات، وكان لها دورها الملموس في قاموس المنهل الذي ألفه سهيل إدريس.

## وفاتها
توفيت عايدة مطرجي في 3 نيسان (أبريل) 2023.